# Estádio Joaquim Henrique Nogueira
O Estádio Joaquim Henrique Nogueira, popularmente conhecido como Arena do Jacaré, é um estádio de futebol do Democrata de Sete Lagoas, localizado em Sete Lagoas, no estado de Minas Gerais. Com capacidade para 19.998 espectadores sentados, o estádio é um importante ponto de referência para o esporte na região. O estádio recebeu esse nome em homenagem a Joaquim Henrique Nogueira, um fazendeiro de destaque e membro de uma das famílias mais tradicionais da cidade. Ele foi o responsável por doar o terreno onde a arena foi construída.
Inaugurado oficialmente em 28 de janeiro de 2006, a Arena do Jacaré passou a ganhar maior visibilidade a partir de 2010, quando serviu como estádio alternativo para grandes clubes da capital mineira, como Cruzeiro, Atlético/MG e América/MG, durante o período de reformas do Mineirão para a Copa do Mundo FIFA de 2014.
Com estrutura simples, mas funcional, a Arena conta com arquibancadas cobertas e descobertas, vestiários, cabines de imprensa e sistema de iluminação adequado para partidas noturnas.

## História

### Construção e Inauguração (2004-2006)
Antigamente, o Democrata de Sete Lagoas mandava seus jogos no modesto Estádio José Duarte de Paiva, que comportava cerca de 2.000 espectadores. O antigo estádio foi vendido para a rede Supermercados Bretas, que, além da compra, também contribuiu financeiramente para a construção do novo estádio. Em um processo de construção simples, sem grandes investimentos iniciais, o Estádio Joaquim Henrique Nogueira foi erguido, com capacidade para cerca de 20.500 pessoas (hoje com capacidade para 19.998). A obra foi finalizada a tempo de sediar o segundo jogo do Campeonato Mineiro de 2006, oferecendo uma nova casa para o clube, apesar de sua infraestrutura inicial limitada, sem cadeiras e com uma estrutura mais simples.
A inauguração oficial da Arena do Jacaré aconteceu no dia 28 de janeiro de 2006, em grande estilo, com o Democrata/SL vencendo o Atlético/MG por 3 a 0. A partida marcou a estreia do estádio e foi um momento histórico para a cidade e o clube. O primeiro gol da história da arena foi marcado por Paulo César, jogador do Democrata/SL, aos 15 minutos do primeiro tempo, diante de um público entusiasmado. A vitória, além de ser importante para o time, consolidou a nova casa como um marco para o futebol de Sete Lagoas.

### Público recorde (2008)
O jogo que registrou o maior público da Arena do Jacaré ocorreu durante o Campeonato Mineiro de 2008, em um confronto entre Democrata/SL e Atlético/MG, válido pela 1ª rodada. A partida terminou com uma vitória histórica de 1 a 0 para o Democrata/SL, com o gol da vitória sendo marcado por Tuta. O jogo atraiu 20.500 pessoas, o maior público já registrado no estádio, demonstrando o grande apoio da torcida local e a importância do evento para a cidade de Sete Lagoas.

### Reforma e Reinauguração (2010)
Em 2010, devido à reforma do Estádio do Mineirão para a Copa do Mundo FIFA de 2014, a Arena do Jacaré passou a ser a casa temporária dos times da capital mineira, como Atlético/MG, Cruzeiro e América/MG. Para abrigar as partidas dos clubes da capital, o estádio passou por reformas a partir de 2009. Durante o processo, foram instaladas cadeiras em todo o estádio, a capacidade foi aumentada para comportar mais espectadores, o estacionamento foi expandido, além da construção de novas cabines de imprensa e melhorias na iluminação, permitindo a realização de jogos à noite.
A reinauguração da Arena do Jacaré aconteceu no dia 15 de julho de 2010, com uma vitória do Atlético/MG por 3 a 2 sobre o Atlético/GO. O gol inaugural da nova fase da arena foi marcado por Diego Tardelli, diante de um público de 3.179 torcedores.

### Jogo histórico entre Cruzeiro e Atlético/MG (2011)
No dia 4 de dezembro de 2011, a Arena do Jacaré foi palco de uma das partidas mais emblemáticas da história do futebol mineiro. Na última rodada do Brasileirão daquele ano, o Cruzeiro aplicou uma goleada de 6 a 1 sobre o Atlético/MG, resultado que garantiu sua permanência na Série A e evitou o rebaixamento. 
A partida foi realizada em Sete Lagoas, com torcida única celeste, que acompanhou a equipe com entusiasmo e alívio. O estádio recebeu quase 19 mil torcedores, que celebraram intensamente cada gol da vitória. Os gols do Cruzeiro foram marcados por Roger Flores (8'), Leandro Guerreiro (28'), Anselmo Ramon (33'), Fabrício (45'), Wellington Paulista (56') e Everton (90'). O gol do Atlético foi anotado por Réver (60'). A partida foi marcada por uma atuação contundente do time celeste, que dominou o clássico mineiro de forma impressionante. Essa vitória histórica não apenas assegurou a permanência do Cruzeiro na elite do futebol brasileiro, mas também se consolidou como a maior goleada do clube sobre o rival Atlético, sendo considerada uma das maiores vitórias da história do Clássico Mineiro.

### Leilão e disputa judicial pela posse do estádio (2012)
Em janeiro de 2012, uma empresa de ferragens ingressou com uma ação judicial contra o Democrata/SL para cobrar uma dívida de R$ 73.854,32, remanescente da construção da Arena do Jacaré em 2005. Como consequência do processo, a 3ª Vara Cível de Sete Lagoas determinou a realização de um leilão do estádio para o dia 7 de fevereiro daquele ano, com lance mínimo estipulado em R$ 19 milhões, a fim de garantir o pagamento da quantia devida.
O Democrata/SL recorreu da decisão, argumentando que o estádio estava sob regime de comodato com a administração estadual, que havia investido cerca de R$ 16 milhões em reformas e melhorias no local. A defesa sustentava que tal acordo inviabilizaria a transferência de posse do imóvel.
Apesar do recurso, o clube não conseguiu impedir o leilão, que foi realizado conforme programado, mas não teve nenhum interessado disposto a cobrir o lance mínimo. Um segundo leilão foi então agendado para 16 de fevereiro de 2012, com valor inicial reduzido pela metade, fixado em R$ 9,5 milhões.
No entanto, essa nova tentativa de leilão acabou sendo suspensa por decisão da desembargadora Cláudia Maia, da 13ª Câmara Cível do Tribunal de Justiça de Minas Gerais, que determinou a interrupção do processo até o julgamento definitivo da ação.

### Treinos da Seleção Uruguaia e grandes jogadores do futebol mundial (2014)
Em 2014, durante a Copa do Mundo FIFA de 2014 realizada no Brasil, a Arena do Jacaré foi escolhida como centro de treinamentos da Seleção Uruguaia de Futebol. A equipe optou por se hospedar no JN Resort, situado a cerca de 5 km do estádio, buscando um ambiente tranquilo e afastado do assédio da imprensa e torcedores. Para garantir a privacidade dos treinos, a seleção uruguaia solicitou a instalação de tapumes ao redor do estádio, especialmente atrás de uma das traves, impedindo a visão externa das atividades. Além disso, a segurança foi reforçada com a presença de aproximadamente 50 policiais por turno e apoio do Exército em pontos estratégicos da cidade. 
A equipe era comandada pelo técnico Óscar Tabárez, contava com jogadores de destaque internacional, como os atacantes Luis Suárez, na época, do Liverpool/ING, Edinson Cavani, que jogava no Paris Saint-Germain/FRA e Diego Forlán, do Cerezo Osaka/JAP, além do zagueiro Diego Godín, que fez história no Atlético Madrid/ESP.
O gramado da Arena do Jacaré passou por melhorias significativas para atender aos padrões exigidos pela FIFA. A empresa Greenleaf, responsável pela manutenção de vários estádios da Copa, realizou a nivelamento do campo, aplicou sementes de inverno e trocou os aspersores de irrigação, garantindo condições ideais para os treinamentos da seleção. 
Durante sua estadia, a seleção uruguaia realizou um treino aberto ao público na Arena do Jacaré, que atraiu cerca de 8 mil torcedores, proporcionando um momento de interação entre os jogadores e a comunidade local.  A escolha de Sete Lagoas como base de treinamentos foi oficializada em janeiro de 2014, após a assinatura de um protocolo de intenções entre a Associação Uruguaia de Futebol e as autoridades locais. A presença da seleção uruguaia na cidade durante o Mundial trouxe visibilidade internacional para Sete Lagoas e destacou a Arena do Jacaré como uma infraestrutura esportiva de qualidade, capaz de atender às exigências de grandes eventos esportivos.

### Jogos do Cruzeiro pela Série B, durante a pandemia (2021)
Em 2021, durante o Brasileirão - Série B, o Cruzeiro mandou duas partidas na Arena do Jacaré devido à proibição de público nos estádios de Belo Horizonte por causa da pandemia de COVID-19. A prefeitura de Sete Lagoas autorizou a presença de até 30% da capacidade do estádio. Para viabilizar os jogos, o clube contou com o apoio da empresa Buser, do Democrata/SL e da prefeitura local, que auxiliaram na preparação do gramado e da estrutura.
Na Arena, o Cruzeiro venceu a Ponte Preta/SP por 1 a 0 e empatou com o Operário/PR por 1 a 1. Com a liberação posterior do público em Belo Horizonte, o clube retornou à Arena Independência.

### Democrata de Sete Lagoas vence o Campeonato Mineiro Módulo II (2022)
Em 30 de julho de 2022, o Democrata de Sete Lagoas sagrou-se campeão do Módulo II do Campeonato Mineiro ao vencer o Varginha/MG por 5 a 1 na Arena do Jacaré. A partida, válida pela última rodada do hexagonal final, contou com a presença de aproximadamente 12 mil torcedores, estabelecendo um recorde de público do clube em jogos que não contavam com a participação de times da capital mineira.
Os gols do Democrata foram marcados por Rodney (2), Diego Palhinha, Matheus Lima e Neto, enquanto Elivelton descontou para o VEC. Com o resultado, o Democrata alcançou 18 pontos, superando o Ipatinga no saldo de gols e garantindo o título e o acesso à elite do futebol mineiro após 15 anos.

### Retorno do Atlético/MG à Arena do Jacaré (2025)
Em 2025, o Atlético/MG retornou à Arena do Jacaré após 11 anos, para disputar a semifinal do Campeonato Mineiro. A partida aconteceu no dia 22 de fevereiro de 2025, contra o Tombense/MG, após uma ausência de 11 anos desde a última partida disputada pelo clube no estádio, que havia ocorrido em 2014. A última vez que o Atlético jogou na Arena do Jacaré foi em 29 de janeiro de 2014, quando empatou 0 a 0 contra o Minas Boca/MG pela 1ª rodada do Campeonato Mineiro daquele ano.
A partida de ida, realizada no Mineirão, terminou com vitória do Atlético por 2 a 0, o que garantiu ao time uma boa vantagem para o jogo de volta, na Arena do Jacaré, que terminou também com triunfo de 2 a 0 para o time da capital mineira.

## Momentos Históricos
- 28/01/2006: Inauguração oficial da Arena do Jacaré: Democrata de Sete Lagoas 3 x 0 Atlético/MG
- 31/03/2007: Primeiro jogo do Cruzeiro na Arena do Jacaré: Democrata de Sete Lagoas 1 x 3 Cruzeiro
- 04/12/2011: Goleada história do Cruzeiro contra o Atlético, salvando-se do rebaixamento: Cruzeiro 6 x 1 Atlético/MG
- 15/05/2011: Final do Campeonato Mineiro de 2011: Cruzeiro 2 x 0 Atlético/MG
- 16/02/2011: Primeiro jogo de Copa Libertadores da América na Arena do Jacaré: Cruzeiro 5 x 0 Estudiantes/ARG
- 10/06/2014: Arena do Jacaré tem seu papel na Copa do Mundo FIFA de 2014: Seleção Uruguaia de Futebol faz treino aberto ao público em Sete Lagoas, se preparando para  a Copa do Mundo. 
- 30/07/2022: Democrata/SL é campeão do Campeonato Mineiro - Módulo II: Democrata de Sete Lagoas 5 x 1 Varginha/MG
- 22/02/2025: Atlético retorna à Arena do Jacaré após 11 anos: Tombense/MG 0 x 2 Atlético/MG